# 응우옌투이린
응우옌투이린(베트남어: Nguyễn Thùy Linh, 1997년 11월 20일 ~ )은 베트남의 여자 배드민턴 선수이다.

## 경력
2021년 베트남 하노이에서 열린 동남아시아 경기 대회 여자 단체전에서 동메달을 획득하였다.